# Alberto Quintano
Alberto Quintano (Santiago del Cile, 26 aprile 1946) è un ex calciatore e allenatore di calcio cileno, di ruolo difensore.

## Carriera
Con la Nazionale cilena ha preso parte ai Mondiali 1974.